# اليسع بن عيسى
اليسع بن عيسى بن حزم بن عبد الله بن اليسع الغافقي الجياني، أبو يحيى. مؤرخ من العلماء بالقراءات، انتقل أبوه من جيان إلى ألمرية، وسكن هو بلنسية، ثم مالقة، ورحل إلى مصر ثم القاهرة، وجمع للسلطان صلاح الدين يوسف بن أيوب كتاباً سماه (المغرب في محاسن المغرب) رآه ابن الجزري، وقال: "فيه أوهام"، وهو أول من خطب بمصر على منابر العبيديين بالدعوة العباسية عند نقلها، وكان غيره من الخطباء قد تهيبوا الموقف، فلم يجرؤ على الخطابة غيره، وكان السلطان صلاح الدين يرى له ذلك، فيكرمه ويسمع له ويقبل شفاعته. توفي بمصر سنة 575هـ - 1179م.